# Petra Grimm
Petra Grimm (* 1962 in München) ist eine deutsche Medien- und Kommunikationswissenschaftlerin. Sie ist Professorin für Medienforschung und Kommunikationswissenschaften an der Hochschule der Medien in Stuttgart und Leiterin des Instituts für Digitale Ethik.

## Leben
Grimm studierte Neuere Deutsche Literatur, Kommunikationswissenschaft und Theaterwissenschaft an der Ludwig-Maximilians-Universität in München und promovierte 1994 zum Thema Narrativität und Werbung.
Grimm arbeitete von 1991 bis 1998 als Dozentin an den Instituten für Neuere Literatur und für Pädagogik an der Universität Kiel. Von 1994 bis 1998 war sie Dezernentin für Programmaufsicht und Medienforschung bei der Unabhängigen Landesanstalt für Rundfunk und neue Medien (ULR) in Kiel.
Grimm ist seit 1998 Professorin für Medienforschung an der Hochschule der Medien in Stuttgart. Seit 2000 ist sie Ethikbeauftragte an der Hochschule. Im Jahr 2013 gründete sie gemeinsam mit Tobias Keber und Oliver Zöllner das Institut für Digitale Ethik. 2011 erhielt sie den Landeslehrpreis Baden-Württemberg für die Konzeption des medienethischen Awards META. Sie ist Mitglied im Promotionsverband der Hochschulen für Angewandte Wissenschaften (HAW) Baden-Württemberg und in der Fachgruppe Kommunikations- und Medienethik der Deutschen Gesellschaft für Publizistik und Kommunikationswissenschaft (DGPuk).
Grimm ist Herausgeberin der Schriftenreihe Medienethik beim Franz Steiner Verlag, Stuttgart sowie der Schriftenreihe Daten – Recht – Digitale Ethik im Nomos-Verlag.

## Schriften (Auswahl)
- Petra Grimm: Filmnarratologie. Eine Einführung in die Praxis der Interpretation am Beispiel des Werbespots. Diskurs-Film-Verlag, München 1996.
- Grimm Petra, Rafael Capurro (Hrsg.): Menschenbilder in den Medien – ethische Vorbilder? Schriftenreihe: Medienethik Band 1, Steiner, Stuttgart 2002.
- Petra Grimm (Hrsg.): Wirtschaftsethik in der Informationsgesellschaft – eine Frage des Vertrauens? Schriftenreihe: Medienethik Band 6, Steiner, Stuttgart 2004.
- Petra Grimm, Stefanie Rhein, Elisabeth Clausen-Muradian: Gewalt im Web 2.0 – Der Umgang Jugendlicher mit gewalthaltigen Inhalten und Cyber-Mobbing sowie die rechtliche Einordnung der Problematik. Hrsg. Niedersächsische Landesmedienanstalt, 2008.
- Petra Grimm, Oliver Zöllner (Hrsg.): Schöne neue Kommunikationswelt oder Ende der Privatheit? – Die Veröffentlichung des Privaten in Social Medie und populären Medienformaten. Schriftenreihe: Medienethik Band 11, Steiner, Stuttgart 2012.
- Petra Grimm, Michael Müller (Hrsg.): SocialMania. Medien, Politik und die Privatisierung der Öffentlichkeit. 2014. Stuttgart. Steiner, ISBN 978-3-515-10950-5
- Petra Grimm, Tobias O. Keber, Oliver Zöllner (Hrsg.): Anonymität und Transparenz in der digitalen Gesellschaft. Schriftenreihe: Medienethik Band 15, Steiner, Stuttgart 2015
- Petra Grimm, Michael Müller: Narrative Medienforschung – Einführung in die Methodik und Anwendung. 2016. Köln. Herbert von Halem Verlag, ISBN 978-3-7445-0746-2
- Petra Grimm, Michael Müller (Hrsg.): Erzählen im Internet. Geschichten über das Internet. Stuttgart, Steiner 2016, ISBN 978-3-515-11615-2
- Petra Grimm, Tobias O. Keber: Automatisierte Entscheidungen aus ethischer Sicht. In: Künstliche Intelligenz – Wirtschaftliche Bedeutung, gesellschaftliche Herausforderungen, menschliche Verantwortung. Hrsg. Bitkom e.V./DFKI, 2017, S. 124–139
- Petra Grimm, Oliver Zöllner (Hrsg.): Mensch – Maschine: Ethische Sichtweisen auf ein Spannungsverhältnis. Schriftenreihe: Medienethik Band 17, Steiner, Stuttgart 2018
- Digitale Ethik: Leben in vernetzten Welten. Kompaktwissen XL. Hrsg. von Petra Grimm, Tobias O. Keber und Oliver Zöllner. Reclam 2019, ISBN 3-15-015240-2
- Petra Grimm, Michael Müller, Kai Erik Trost: Werte, Ängste, Hoffnungen: Das Erleben der Digitalisierung in der erzählten Alltagswelt. Baden-Baden: Academia, ISBN 978-3-89665-964-4
- Petra Grimm, Kai Erik Trost, Oliver Zöllner (Hrsg.): Digitale Ethik. Baden-Baden: Nomos, ISBN 978-3-7560-1120-9